# Кікул
Кікул (пол. Kikół) — місто в Польщі, у гміні Кікул Ліпновського повіту Куявсько-Поморського воєводства.
Населення — 2241 особа (2011). З 1 січня 2024 року має статус міста.
У 1975-1998 роках село належало до Влоцлавського воєводства.

## Демографія
Демографічна структура станом на 31 березня 2011 року:
|          | Загалом | Допрацездатний вік | Працездатний вік | Постпрацездатний вік |
| -------- | ------- | ------------------ | ---------------- | -------------------- |
| Чоловіки | 1120    | 224                | 812              | 84                   |
| Жінки    | 1121    | 216                | 702              | 203                  |
| Разом    | 2241    | 440                | 1514             | 287                  |